# Jamaica All Stars
 (avril 2017).
Si vous disposez d'ouvrages ou d'articles de référence ou si vous connaissez des sites web de qualité traitant du thème abordé ici, merci de compléter l'article en donnant les références utiles à sa vérifiabilité et en les liant à la section « Notes et références ».
Pour les articles homonymes, voir Jamaica.
Jamaica All Stars est un groupe de ska et reggae jamaïcain formé par Dizzy Moore, Winston Sparrow Martin, Carron McGibbon & Skully Simms. Il existe toujours malgré la disparition de quelques membres du groupe (Skully Simms, Dizzy Moore 2007, Justin Hinds 2005).  

## Membres
- Carron McGibbon - Trombone
- Sparrow Martin - Chant
- Adolphus Lewis - basse
- Stepper - saxophone
- Jerome Hinds - Batterie
- Junior Herbert - claviers
- Brian Alvrick - guitare
- Nicholas Laraque - saxophone
- Stranger Cole -  (quitte le groupe en 2003)

## Membres Fondateurs
- Johnny Dizzy Moore - trompette, chant (décédé en 2008)
- Justin Hinds - chant (décédé en 2005)
- Carron McGibbon
- Skully Simms - chant-Percussions (1935-2017)
- Stranger Cole
- Alvrick Bryan
- Junior Hubert
- Jerome Hinds

## Discographie
- 2003 - Back To Zion
- 2004 - Right Tracks
- 2005 - Special Meetings
- 2007 - On The Footsteps Of Jah
- 2012 - All Rudies in Jail
- 2017 - African Challenge